# Chery Wujie Pro
Chery Wujie Pro (кит. 奇瑞 无界Pro) — электромобиль, выпускающийся с 2022 года китайской компанией Chery Automobile. Производится в рамках серии iCar Ecosystem.

## Описание
Chery Wujie Pro приводится в движение синхронными электродвигателями с постоянными магнитами мощностью 55—70 кВт (74 л. с.) и крутящим моментом 120—150 Н⋅м. Запас хода — 301—408 км, а максимальная скорость — 120—125 км/ч. Двигатели расположены сзади. Ценовой диапазон варьируется от 79990 до 101900 юаней, включая субсидии. Зарядка от 30% до 80% составляет 30 минут.
В салоне Chery Wujie Pro имеются 12,9-дюймовый ландшафтный сенсорный экран и 7,0-дюймовая приборная панель. Сам автомобиль оснащён чипом Qualcomm 6155 третьего поколения, который обеспечивает 540-градусный панорамный обзор окружающей среды.